# Filipp Wadimowitsch Awdejew

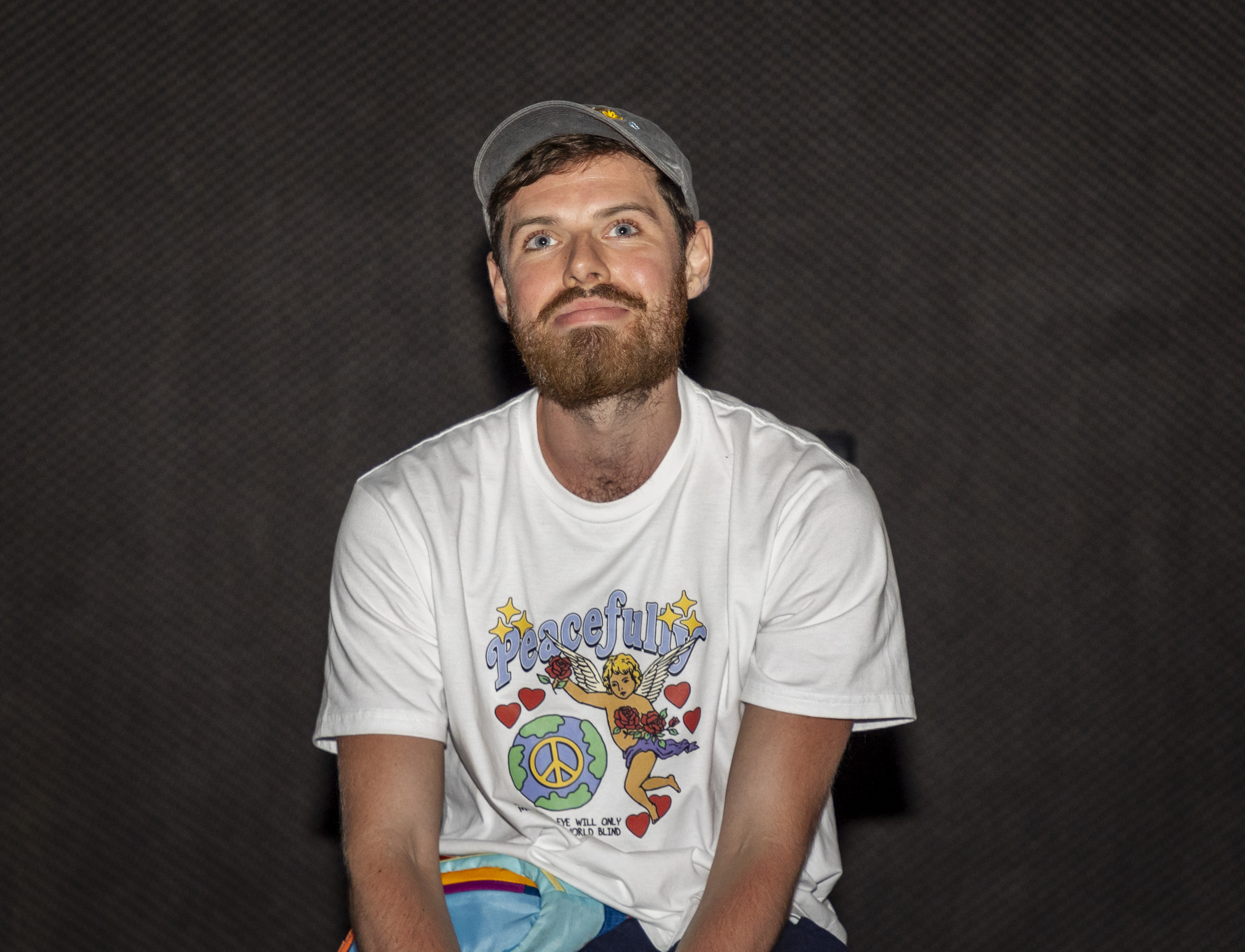
Filipp Wadimowitsch Awdejew, 2024

Filipp Wadimowitsch Awdejew (russisch Филипп Вадимович Авдеев; * 10. November 1991 in Moskau, Russland) ist ein russischer Schauspieler und Regisseur.

## Leben
Filipp Awdejew wurde am 10. November 1991 in Moskau geboren.
Obwohl über seine frühe Laufbahn nicht viel bekannt ist, nahm er 2012 an einem Workshop von Kirill Serebrennikov an der Moscow Art Theatre School teil.
Seitdem spielt er hauptsächlich am Gogol Center Theater und arbeitet vereinzelt auch als Regisseur.
Bekannt wurde er durch die Filme Leto von Regisseur Kirill Serebrennikow und Acid von Alexander Gorchilin.

## Filmografie
- 2014: Corrections Class (Кпасс коррекции)
- 2018: Leto (Лето)
- 2018: Acid (Кислота)
- 2019: The Blackout (Аванпост)
- 2021: Chernobyl: Abyss (Чернобыль)
- 2022: Tchaikovsky’s Wife (Жена Чайковского)
- 2024: Die Ermittlung